# ورونیکا مارس (فیلم)
ورونیکا مارس (به انگلیسی: Veronica Mars) فیلمی است محصول سال ۲۰۱۴ و به کارگردانی راب توماس است.
این فیلم براساس مجموعه تلویزیونی ورونیکا مارس ساخته شد.

## بازیگران

### بازیگران اصلی
- کریستن بل
- جیسون دوهرینگ
- رایان هانسن
- کریستن ریتر
- فرانسیس کاپرا
- پرسی داگز سوم
- کریس لوول
- تینا میجرینو
- انریکو کولانتونی
- گبی هافمن
- جری اوکانل
- مارتین استار
- کن مارینو
- ماکس گرینفیلد
- آماندا نورت
- درن نوریس
- سم هانتیگتون
- لیسا ثورنهیل
- کریستین لیکین
- جیمی لی کرتیس

### بازیگران کمبو (حضور افتخاری)
- رایان لین
- آیرا گلس
- هاروی لوین
- جاستین لانگ
- کیلی بورنهایمر
- دکس شپارد
- جیمز فرانکو
- ایدن شر
- دیو آلن
- آلخاندرو اسکاودو